# Mario Navas Jiménez
Mario Navas Jiménez (El Corazón, Cotopaxi, Ecuador, 27 de enero de 1934- 5 de septiembre de 2007) fue un escritor, investigador e historiador ecuatoriano, de los primeros en escribir libros didácticos para la educación en el Ecuador

## Biografía
Estudió la primaria en la escuela Escuela Municipal Antonio José de Sucre de Quito. La secundaria la realizó en el tradicional  Colegio Normal Juan Montalvo  de  Quito. 
Los estudios superiores los realizó en la  Universidad Central del Ecuador de  Quito, donde obtuvo el título de Licenciado en Ciencias de la Educación, especialidad Historia y Geografía y egresó del doctorado de la Facultad de Filosofía, Letras y Ciencias de la Educación  de la misma Universidad.
Tuvo varios cursos relativos a su especialidad siendo parte del Primer Curso Internacional de Geografía Aplicada 1.973.
Ya en su vida profesional fue designado como Programador del Área de Estudios Sociales del Ministerio de Educación del Ecuador, Miembro del Colegio de Geógrafos del Ecuador,Miembro correspondiente de la enseñanza de Historia del Instituto Panamericano de Historia y Geografía.
Se desempeñó como catedrático en varias instituciones como: Academia Militar Abdón Calderón ,Instituto Tecnológico Superior Central Técnico, Colegio Franciscano San Andrés, Colegio Pensionado Borja 3, Colegio Nuestra Madre de la Merced.

## Obras[2][3]
Geografía del Ecuador (Ciclo Básico). Editorial Fray Jodoco Ricke . 1969
Geografía de Ecuador y América. Ciclo Básico. 1978. Imprenta TEA
Historia del Ecuador. Gráficas San Pablo Cía Ltda. 1983
Historia, Geografía y Cívica (Primer curso). Imprenta TQT. Juan de Salinas 405 y Buenos Aires.1986
Historia, Geografía y Cívica (Segundo curso) Imprenta TQT Juan de Salinas 405 y Buenos Aires 1.988
Geografía del Ecuador y América (Nivel secundario)
Estudios Sociales (Octavo año) Librería Científica 2000
Estudios Sociales (Noveno año) Librería Científica 2000
Estudios Sociales (Décimo año) Librería Científica 2000
Estudios Sociales (Octavo año) Holos Editorial 2003. ISBN 9978-950-08-7
Estudios Sociales ( Noveno año) Holos Editorial 2004. ISBN 9978-950-31-1
Estudios Sociales ( Décimo año) Holos Editorial 2004. ISBN 9978-950-12-5
Historia de Límites (Sexto Curso)
Historia Universal: Cuarto Curso Ciclo Diversificado